# Alfredo García Ramos
Alfredo García Ramos (Cumeiro-Vila de Cruces, 7 de febrer de 1877 - Caldas de Reis, 21 d'agost de 1934) va ser un periodista, escriptor i jurista gallec.

## Biografia
Fill del metge Manuel García y Segond i germà del també diputat durant la Segona República Espanyola, José García Ramos y Segond, Alfredo es va llicenciar en Dret a la Universitat de Santiago de Compostel·la el 1897. Va començar la seva carrera com a fiscal de Santiago de Compostela i després va passar a ser jutge munícipal de La Corunya el 1903. Va ser Secretari de Govern i Vicepresident del Tribunal Suprem i director del periòdic corunyès El Ideal Gallego. Alfredo García Ramos és autor de diferents tractats jurídics i econòmics centrats principalment en Galícia. Es presenta a les Eleccions generals espanyoles de 1933 com a independent per Pontevedra guanyant el seu escó i integrant-se en la coalició del Partit Agrari. Gran amic del periodista i escriptor Alejandro Pérez Lugín, a la mort d'aquest García Ramos va ser responsable de la reorganització i finalització de la novel·la Arminda Moscoso. També va ser responsable de la publicació de la col·lecció de contes La corredora y la Ruia.

## Obres
- Estilos consuetudinarios y prácticas económico-familiares y marítimas de Galicia (1909)
- Arqueología jurídico-consuetudinaria-económica de la región gallega (1912)
- El regionalismo gallego en su aspecto confesional, monárquico y unitario  (1918)